# Біофілія
Біофілія — вроджена (спадкова) емоційна установка людини щодо інших живих організмів та природи в цілому, заснована на генетиці і культурному впливі, глибока біологічна потреба людини у приєднанні до життя і природи, любов до життя. Термін запропонований американським вченим, засновником  соціобіології Е. Вільсоном в 1984 р..
Подальший розвиток концепція біофілії отримав в працях професора соціальної екології Єльського університету, американського еколога С. Келлерта. На його думку, дев'ять цінностей — матеріальна, натуралістична, науково-екологічна, естетична, символічна, доміністична, гуманістична, моралістична, негативістська, які є біологічними за походженням, «являють собою основні структури людського ставлення та адаптації до природного світу, що розвинулися в ході людської еволюції… Вважається, що ці дев'ять цінностей відображають спектр фізичних, емоційних і інтелектуальних виразів біофільної тенденції асоціюватися з природою». На думку С. Келлерта, на відміну від «міцно прив'язаних» інстинктів харчування й дихання, які здійснюються майже автоматично, біофільні цінності повинні культивуватися, щоб досягти їх повного вираження. Люди потребують приєднання до природи і різноманітності життя, завдяки цьому поліпшується їх духовний і фізичний стан. На жаль, «заперечення суспільством важливих багатих і таких, що винагороджують, відносин з природою вносить свій внесок у кризу знищення, що, у свою чергу, ще більше віддаляє людей від світу природи», вважає Стівен Келлерт.
На думку вченого, етика, заснована тільки на матеріалістичних або альтруїстичних аргументах, не може бути дієвою. Необхідно розглядати всі істоти як такі, що мають внутрішню цінність і право на життя, розширювати наше розуміння того, що люди отримують засоби до фізичного і духовного існування від багатства своїх зв'язків з широким розмаїттям життя.

## Ресурси Інтернету
- Біофілія і традиційна етика якутів  [Архівовано 26 квітня 2012 у Wayback Machine.]
- Біофілія і здорові емоції